# Miquelón-Langlade

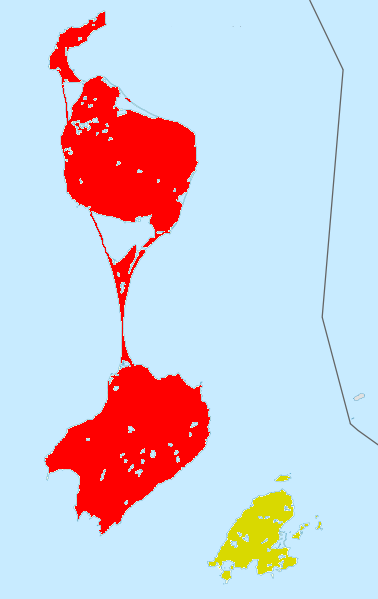
Localización de la comuna de Miquelon-Langlade resaltada en rojo.

Miquelón-Langlade (en francés Miquelon-Langlade) es una isla y comuna francesa de San Pedro y Miquelón.
Está formada por tres islas geológicas: Miquelón, Langlade y Le Cap, las cuales están conectadas por dunas de arenas conocidas como "tómbolos".
Su capital, Miquelón, se encuentra al norte junto al tómbolo que une Le Cap. En la zona se encuentra un pequeño puerto en el malecón en el lado este del istmo y un aeropuerto. La zona dispone de servicios sanitarios para los ciudadanos al igual que otros accesos en San Pedro y San Juan de Terranova, Terranova y Labrador.

## Geografía

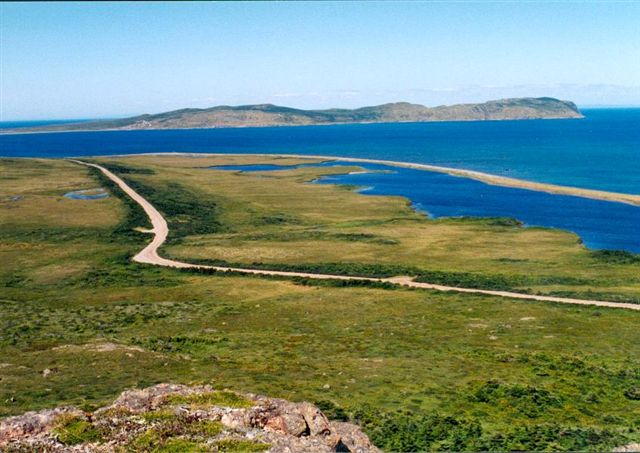
Costa norte

Miquelón Langlade se encuentra en el Atlántico Norte al oeste de la península de Burin. Cubre una extensión total de 205 km² y está formada por tres islas unidas por finas franjas de tómbolos que conecta Le Cap (al norte) con Langlade (sur) pasando por Miquelón (centro).
El tómbolo («La Dune») más extenso, el cual conecta la isla de Miquelón con la de Langlade es de 13 km. En el siglo XVIII era posible navegar a lo largo de la duna hasta finales de siglo cuando se cerró para construir un istmo entre las islas.
En el sur de Miquelón se encuentra una gran laguna conocida como Grand Barachois, hábitat natural de leones marinos y otras especies.
A 4,8 km al oeste de la isla de San Pedro se encuentra la penillanura de Langlade por la que discurren varios riachuelos entre los que se encuentra Belle, el cual desemboca al noroeste. Su costa está formada por acantilados escarpados salvo en el noroeste.

## Demografía
La población de Miquelón-Langlade es principalmente de ascendencia vasca y Acadia. La población de Miquelón-Langlade es de seiscientos dieciséis habitantes, según datos del censo local realizado en el año 2006, 615 de los cuales vivían en Miquelón, y sólo uno vivía en Langlade (este único habitante, Charles Lafitte, murió en julio de 2006). La densidad poblacional es de tres habitantes por kilómetro cuadrado.
Según el censo de 2011, la población era de 623 habitantes, los cuales tienen ascendencia vasca y acadiana.

## Climatología
El sistema de clasificación climática de Köppen define el clima de la zona como clima subártico con veranos suaves e inviernos gélidos y precipitaciones abundantes a lo largo del año.
| Parámetros climáticos promedio de Miquelon-Langlade | Parámetros climáticos promedio de Miquelon-Langlade | Parámetros climáticos promedio de Miquelon-Langlade | Parámetros climáticos promedio de Miquelon-Langlade | Parámetros climáticos promedio de Miquelon-Langlade | Parámetros climáticos promedio de Miquelon-Langlade | Parámetros climáticos promedio de Miquelon-Langlade | Parámetros climáticos promedio de Miquelon-Langlade | Parámetros climáticos promedio de Miquelon-Langlade | Parámetros climáticos promedio de Miquelon-Langlade | Parámetros climáticos promedio de Miquelon-Langlade | Parámetros climáticos promedio de Miquelon-Langlade | Parámetros climáticos promedio de Miquelon-Langlade | Parámetros climáticos promedio de Miquelon-Langlade |
| Mes                                                 | Ene.                                                | Feb.                                                | Mar.                                                | Abr.                                                | May.                                                | Jun.                                                | Jul.                                                | Ago.                                                | Sep.                                                | Oct.                                                | Nov.                                                | Dic.                                                | Anual                                               |
| --------------------------------------------------- | --------------------------------------------------- | --------------------------------------------------- | --------------------------------------------------- | --------------------------------------------------- | --------------------------------------------------- | --------------------------------------------------- | --------------------------------------------------- | --------------------------------------------------- | --------------------------------------------------- | --------------------------------------------------- | --------------------------------------------------- | --------------------------------------------------- | --------------------------------------------------- |
| Temp. máx. media (°C)                               | -0.1                                                | -0.6                                                | 1.5                                                 | 5.3                                                 | 9.7                                                 | 13.7                                                | 17.9                                                | 19.3                                                | 16.5                                                | 11.5                                                | 7.1                                                 | 2.2                                                 | 8.7                                                 |
| Temp. media (°C)                                    | -3.5                                                | -4.2                                                | -1.7                                                | 2                                                   | 5.7                                                 | 9.6                                                 | 13.9                                                | 15.4                                                | 12.5                                                | 7.8                                                 | 4                                                   | -0.8                                                | 5.1                                                 |
| Temp. mín. media (°C)                               | -6.8                                                | -7.7                                                | -4.9                                                | -1.2                                                | 1.8                                                 | 5.6                                                 | 10                                                  | 11.6                                                | 8.5                                                 | 4.1                                                 | 0.9                                                 | -3.8                                                | 1.5                                                 |
| Precipitación total (mm)                            | 124                                                 | 106                                                 | 101                                                 | 102                                                 | 101                                                 | 105                                                 | 98                                                  | 109                                                 | 118                                                 | 137                                                 | 137                                                 | 132                                                 | 1370                                                |
| Días de lluvias (≥ 1 mm)                            | 8                                                   | 6                                                   | 5                                                   | 6                                                   | 7                                                   | 6                                                   | 7                                                   | 5                                                   | 6                                                   | 9                                                   | 9                                                   | 10                                                  | 84                                                  |
| Fuente n.º 1: Climate-Data.org (altitude: 1m)       |                                                     |                                                     |                                                     |                                                     |                                                     |                                                     |                                                     |                                                     |                                                     |                                                     |                                                     |                                                     |                                                     |
| Fuente n.º 2: Storm247.com for rainy days           |                                                     |                                                     |                                                     |                                                     |                                                     |                                                     |                                                     |                                                     |                                                     |                                                     |                                                     |                                                     |                                                     |